# David Harold Bailey
David Harold Bailey (14 agosto 1948) è un matematico e informatico statunitense.
Ha conseguito la laurea in matematica presso la Brigham Young University nel 1972 e il dottorato in matematica presso l'Università di Stanford nel 1976. Ha lavorato per 14 anni come informatico presso il Ames Research Center della NASA e successivamente, dal 1998 al 2013, come Senior Scientist presso il Lawrence Berkeley National Laboratory. Attualmente è in pensione.
Bailey è principalmente noto come co-autore, insieme a Peter Borwein e Simon Plouffe, di un articolo del 1997 che presentava una nuova formula per il calcolo di pi greco, scoperta da Plouffe nel 1995. La formula BBP consente di calcolare cifre binarie o esadecimali di pi greco a partire da una posizione arbitraria, mediante un semplice algoritmo. Successivamente, Bailey e Richard Crandall hanno dimostrato che l'esistenza di questa e di altre formule di tipo BBP ha implicazioni per la lunga questione della "normalità", cioè se e perché le cifre di certe costanti matematiche (tra cui appunto il pi greco) appaiono in un certo senso "casuali".
Bailey è stato un collaboratore di lunga data del defunto matematico Jonathan Borwein (fratello di Peter). Hanno pubblicato insieme cinque libri e più di 80 articoli sulla matematica sperimentale.
Bailey svolge anche ricerche nell'ambito dell'analisi numerica e del calcolo parallelo. Ha pubblicato studi sulla trasformata di Fourier veloce, sull'aritmetica ad alta precisione e sull'algoritmo PSLQ (utilizzato per individuare relazioni tra numeri interi). È co-autore dei NAS Parallel Benchmarks, dei test utilizzati per valutare e analizzare le prestazioni dei computer paralleli. Un metodo "a 4 passi" per il calcolo della FFT è ampiamente conosciuto come algoritmo FFT di Bailey (anche se lo stesso Bailey lo attribuisce a W. M. Gentleman e G. Sande). Inoltre ha pubblicato articoli nell'ambito della matematica finanziaria.
Nel 1993, Bailey ha ricevuto il premio Sidney Fernbach dalla IEEE Computer Society, nonché il premio Chauvenet e il premio Hasse dalla Mathematical Association of America. Nel 2008 è stato co-vincitore del Premio Gordon Bell dall'Association for Computing Machinery. Nel 2017 è stato co-vincitore del Premio Levi L. Conant dall'American Mathematical Society.
Bailey è membro della Chiesa di Gesù Cristo dei santi degli ultimi giorni. Ha sostenuto che è del tutto possibile conciliare una visione religiosa con l'accettazione delle conclusioni della scienza moderna.

## Opere selezionate
- (EN) David H. Bailey, FFTs in External or Hierarchical Memory, in Journal of Supercomputing, vol. 4, n. 1, ACM Press, 1989,  pp. 234-242, DOI:10.1145/76263.76288.
- (EN) David H. Bailey, Peter B. Borwein e Simon Plouffe, On the Rapid Computation of Various Polylogarithmic Constants, in Mathematics of Computation, vol. 66, n. 218, 1997,  pp. 903-913, DOI:10.1090/S0025-5718-97-00856-9.
- (EN) David H. Bailey e Michał Misiurewicz, A strong hot spot theorem, in Proc. Amer. Math. Soc., vol. 134, n. 9, 2006,  pp. 2495-2501, DOI:10.1090/s0002-9939-06-08551-0.
- (EN) David H. Bailey, Jonathan M. Borwein, Marcos López De Prado e Qiji Jim Zhu, Pseudo-mathematics and financial charlatanism: The effects of backtest overfitting on out-of-sample performance, in Notices of the AMS, vol. 61, n. 5, 2014,  pp. 458-471, DOI:10.1090/noti1105.